# Aarhus Folkeblad
 Må ikke forveksles med Aarhus Folkeblad, der udkom fra 1882 til 1903.
Aarhus Folkeblad var en dansk avis, der udkom i Aarhus i årene 1977-1980.
Målet for avisen var at bryde Århus Stiftstidendes monopol på meningsdannelsen i Århus og tilbyde en alternativ kritik af det bestående samfund. Det var ikke mindst affødt af, at byens socialdemokratiske avis Demokraten gik ind i 1974.
Avisen udkom første gang i et prøvenummer 21. maj 1977. Den første rigtige udgave udkom 10. november samme år, hvorefter avisen udkom hver 14. dag. Fra november 1979 overgik den til ugeavis. Formelt ejedes avisen af Den selvejende institution Århus Folkeblad; reelt udpegede medarbejderforeningen og SF bestyrelsen. Avisen blev både solgt i abonnement, i kiosker samt via gadesalg. 
Aarhus Folkeblad udkom for sidste gang i julen 1980.
Christian Braad Thomsens roman "Den fortabte søns hjemkomst" fra 2017 handler om en række personer med tilknytning til avisen Aarhus Folkeblad, men der er her tale om en fiktiv avis.